# Festivalul zăpezii din Sapporo
Festivalul zăpezii din Sapporo (さっぽろ雪まつり Sapporo Yuki-matsuri?) este un festival care se ține anual în orașul Sapporo din Japonia și care durează șapte zile din luna februarie. Principalele zone ale festivalului sunt Parcul Odori, Susukino și Tsudome.
La cea de a 57-a ediție (în anul 2007), aproximativ 2 milioane de oameni au vizitat Sapporo pentru a vedea sute de statui realizate din zăpadă sau sculpturi din gheață.

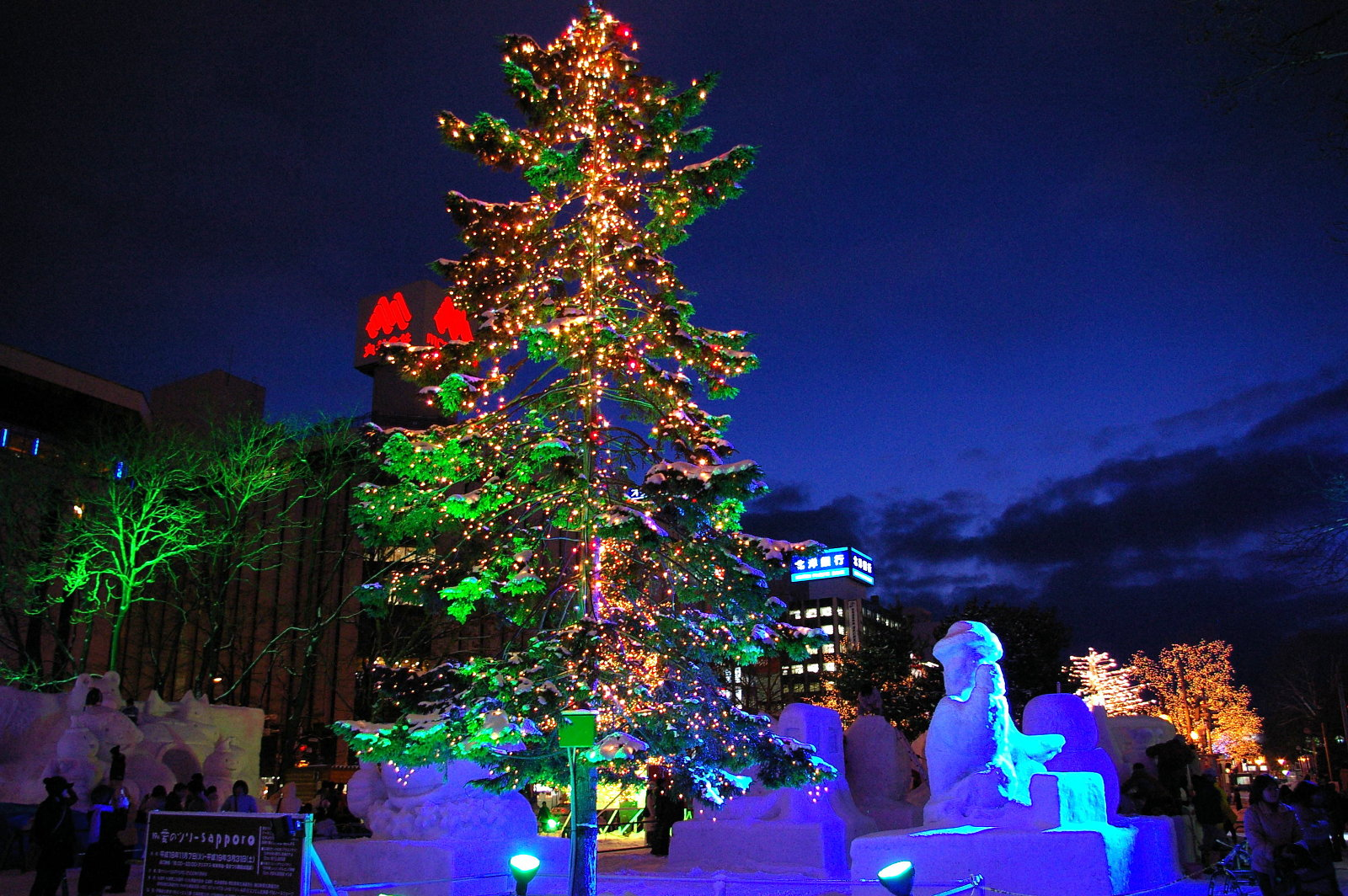

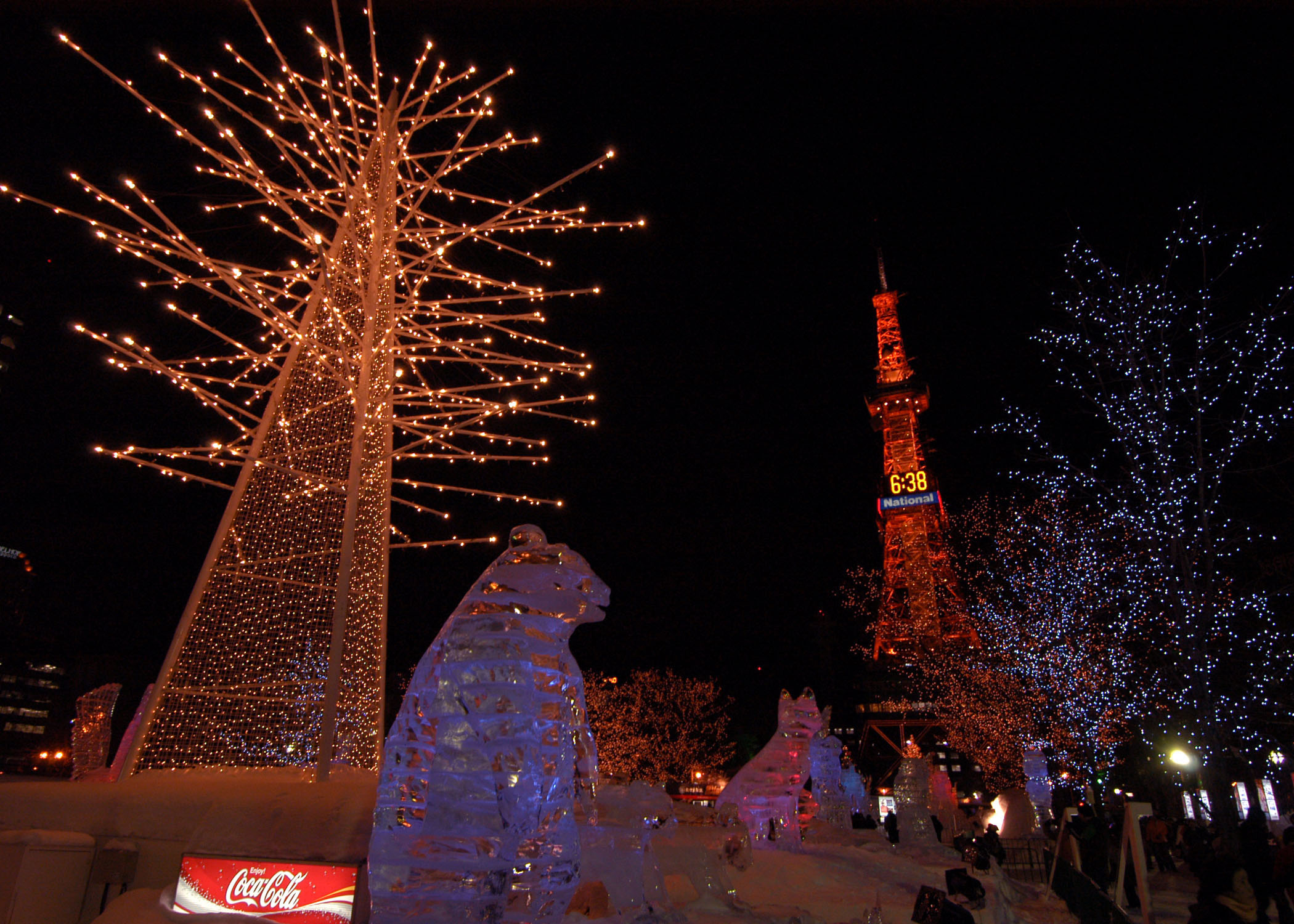

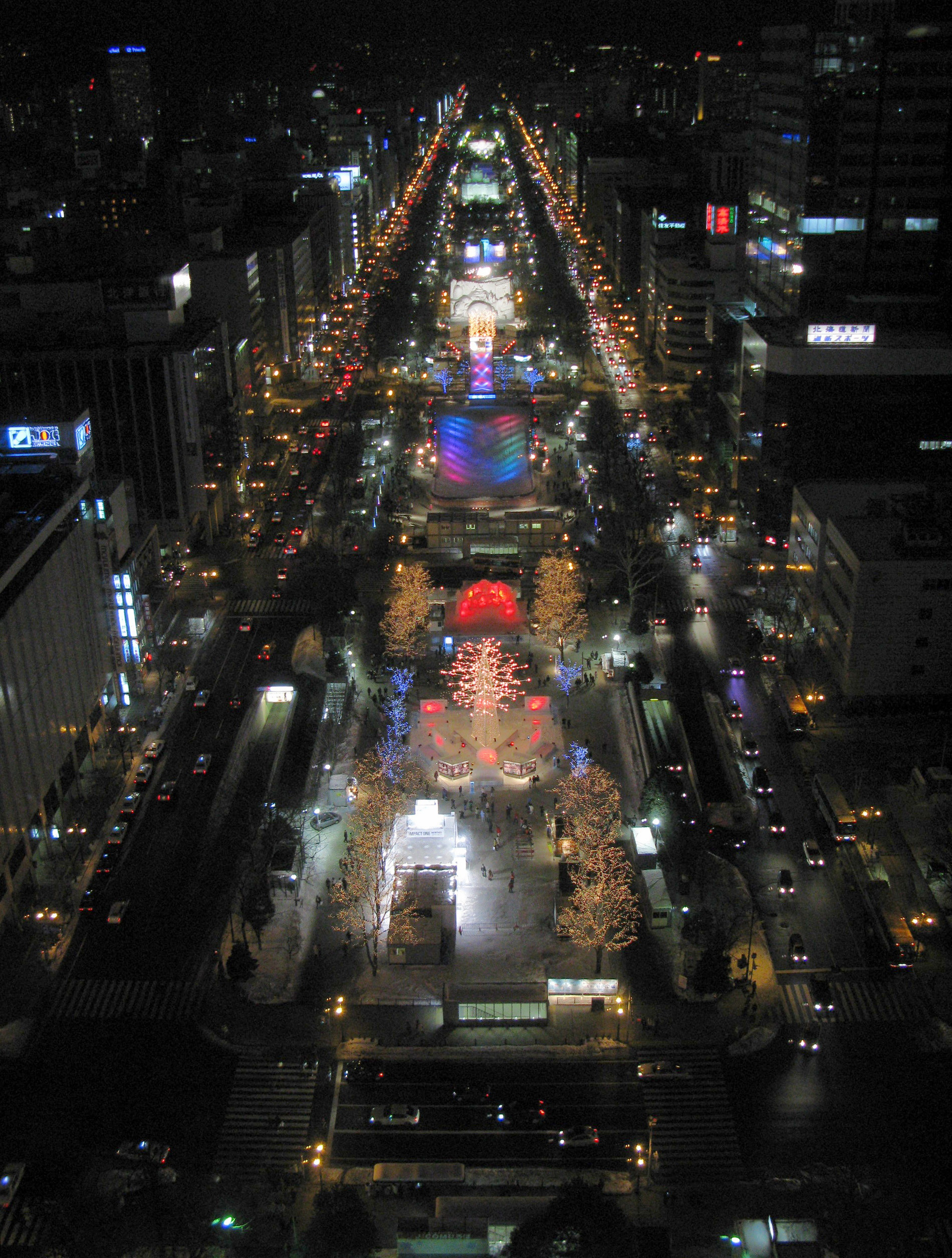